# Jugendleiter
Jugendleiter ist ein Oberbegriff für die in der Kinder- und Jugendarbeit tätigen ehrenamtlichen und hauptamtlichen Mitarbeiter. Die ehrenamtlichen Mitarbeiter sind in vielen Fällen durch einen Gruppenleiter-Grundkurs oder weiterführenden Kursen und Ausbildungen qualifiziert. Hauptamtliche besitzen fast immer eine entsprechende Ausbildung, zum Beispiel ein Studium der Sozialpädagogik und jahrelange Erfahrung durch ehrenamtliche Arbeit.
Da die Leitung von Kinder- und Jugendgruppen bereits von Jugendlichen übernommen wird, setzen viele Organisationen in ihrer Arbeit gezielt auf die Förderung von jungen Menschen im Ehrenamt. Um engagierte junge Menschen in ihrer Fantasie, Spontaneität, Kreativität und Flexibilität zu unterstützen, gibt es verschiedene Ansätze, die ehrenamtliche Arbeit zu unterstützen. 
So kann beispielsweise zusammen mit der Jugendleiter-Ausbildung oft auch die Jugendleitercard des Deutschen Bundesjugendrings erworben werden. Mit der JuLeiCa erhalten Jugendleiter bestimmte Vergünstigungen für sich und ihre Kinder- und Jugendgruppen. Beispielsweise bietet die Sportjugend Niedersachsen reduzierte Teilnahmegebühren für Lehrgänge an. 
Die Aufgabengebiete eines Jugendleiters sind z. B. Leitung von Kinder- und Jugendgruppen, Leitung von Jugendfreizeiten und Betreuung offener Treffs. Bei diesen Aufgaben wird oft im Team mit anderen Ehren- und Hauptamtlichen gearbeitet. Erfahrene Jugendleiter nehmen auch Aufgaben mit hoher Verantwortung ohne Mitarbeit von Hauptamtlichen wahr.
Kinder- und Jugendarbeit ist die Basis eines jeden Jugendvereins. Daher bieten die Jugendämter und Regionale Jugendringe spezielle Jugendleiter-Grundkurse an, in denen Gruppen-, Spiele- und Medienpädagogik aber auch Rechts- und Versicherungsfragen sowie richtiges Auftreten vor Gruppen vermittelt werden. Viele Jugendverbände bieten eigene Jugendleiter-Grundkurse an, die auf ihre jeweilige Verbands- und Vereinsarbeit abgestimmt sind.
Jugendleiter engagieren sich vielseitig. Sie planen und organisieren nicht nur Gruppenstunden für Kinder und Jugendliche, sondern betreuen auch bei vielen anderen Aktivitäten wie beispielsweise Vereinsfreizeiten oder dem Durchführen von Projekten.
Dabei sind Jugendleiter immer auch Ansprechpartner und Sprachrohr für Kinder und Jugendliche sowohl innerhalb des Vereins als auch auf übergeordneten Ebenen, wie zum Beispiel bei jugendpolitischen Kooperationsformen auf Kreis- und Landesebene.
Dementsprechend umfangreich ist die Ausbildung, die nach mindestens 30 Zeitstunden (40 Schulungseinheiten) abschließt. Eine hinreichende Qualifikation ist wesentlich, damit Jugendliche oder junge Erwachsene im Rahmen ihres verantwortungsvollen Ehrenamtes nicht unbedarft sich selbst oder die ihnen anvertrauten Kinder gefährden oder rechtliche Risiken eingehen. Die Ausbildung befasst sich daher insbesondere mit Themen wie:
- Mitbestimmung von Kindern und Jugendlichen im Verein,
- Organisation und Gestaltung von Ferienfreizeiten für Kinder und Jugendliche,
- rechtliche Fragestellungen,
- Prävention sexuellen Missbrauchs und
- Vermittlung pädagogischer Kompetenzen.

Es gibt keine gesetzliche Verpflichtung, wonach ehrenamtlich in der Jugendarbeit tätige Jugendleiter vorab ein erweitertes Führungszeugnis vorlegen müssten. Allerdings sollen die Jugendämter auf diesbezügliche Vereinbarungen mit den freien Trägern der Jugendhilfe hinwirken, um sexuellen Missbrauch in der Kinder- und Jugendarbeit zu vermeiden.